# Diaphus watasei
Diaphus watasei är en fiskart som beskrevs av Jordan och Starks, 1904. Diaphus watasei ingår i släktet Diaphus och familjen prickfiskar. Inga underarter finns listade i Catalogue of Life.